# Ďábelský ostrov
Ďábelský ostrov (francouzsky Île du Diable) je vulkanický ostrov o rozloze 14 hektarů, náležející k Ďábelským ostrovům (fr. Îles du Salut – doslovně „ostrovy Spásy“). Leží asi 11 km od pobřeží Francouzské Guyany, jejíž je součástí. Nejvyšší místo se tyčí jen asi 40 metrů nad hladinu oceánu.

## Historie
V letech 1852 až 1946 tu byla trestanecká kolonie pro těžké zločince a na ostrově se nacházela francouzská trestnice, která byla otevřena Napoleonem III. Odhaduje se, že v tomto téměř století trvajícím období bylo do věznice posláno na 80 000 vězňů. V roce 1854 vyšel zákon, podle kterého zločinci po vypršení svého trestu museli na ostrově zůstat stejnou dobu, na kterou tam byli posláni, a tak se na zbytku ostrova začali usazovat.
Ve věznici panovaly extrémní podmínky. Vězni nemohli mít na sobě žádné oblečení kromě bot a pokrývky hlavy. Nechyběly samotky, kde byli vězni v absolutní tmě, spoutáni, s mřížemi nad hlavou, bez jakékoli ochrany před deštěm. Nechyběla nucená práce, jako např. stavba silnic, které nikam nevedly. Vyčerpaní po celém dni si nemohli odpočinout ani v noci, a to z důvodu nemožnosti se uchránit před netopýry, kteří se v noci probouzeli a sáli jejich krev.

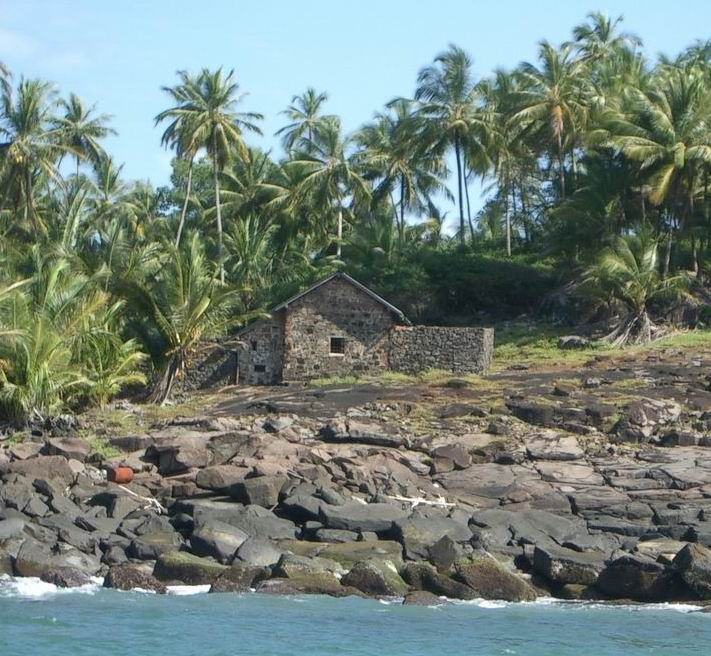
Dům, v němž Alfred Dreyfus na ostrově pobýval.

Upíry se zabývá například dokument Nebezpečné ostrovy (Deadly Islands, 1. série, 5, díl „Čertův ostrov“ – pravděpodobně se jedná o nesprávný překlad názvu dabingovým týmem), v němž se průvodce pořadem Dave Salmoni pokuší zjistit, kolik je pravdy na těchto pověstech o netopýrech sajících krev vězňů, a ve vězeňské cele zkusí přespat. Netopýři na něj začnou létat, kousnou jej do nohy a lížou vytékající krev.
O podmínkách vězňů na Ďáblově ostrově byla též napsána divadelní hra, několik písní a knih, z nichž nejznámější je autobiografie Henri Charrièrea Motýlek (1970) o jeho útěku, která byla v roce 1973 převedena do filmové podoby.
Na ostrově byl 5 let vězněn důstojník Alfred Dreyfus, který byl k vyhnanství odsouzen ve vykonstruovaném soudním procesu za údajnou špionáž ve prospěch Německého císařství.